# سونگ آه سیم
سونگ آه سیم (انگلیسی: Song Ah Sim؛ زادهٔ ۱۷ اوت ۱۹۸۱) یک بازیکن تنیس روی میز اهل هنگ کنگ است.